# Базис і надбудова
Ба́зис і надбудо́ва — категорії історичного матеріалізму, які відображають найістотніші риси, зв'язки й упосереднення економічних та ідеологічних відносин людей, закономірності їх виникнення, розвитку і зміни з переходом однієї соціально-економічної формації в іншу. 

## Опис
Маркс і Енгельс виходили з того, що головною, вирішальною умовою життя людей є спосіб виробництва. В процесі виробництва матеріальних благ люди вступають між собою в певні відносини, які Маркс назвав виробничими, економічними відносинами і які є формою розвитку продуктивних сил. В антагоністичних формаціях, що основані на приватній власності на засоби виробництва і на експлуатації людини людиною, виробничі відносини є відносинами між непримиренно ворожими класами, а в комуністичному суспільстві, що ґрунтується на суспільній власності і відсутності експлуатації, виробничі відносини є відносинами товариського співробітництва і взаємодопомоги. Сукупність всіх економічних відносин в даному суспільстві і є його базисом.
Кожна суспільна формація має свою, лише їй властиву економічну структуру, базис. Виробничі відносини утворюють ніби економічний кістяк суспільства, базис, який є основою всієї будови цієї суспільної формації. Базис антагоністичних формацій включає в себе не тільки панівні виробничі відносини (яким належить визначальна роль), але й ті, що є залишком минулого суспільства або зародком нового. Виробничі відносини зумовлюють усі інші суспільні відносини людей. В. І. Ленін писав: 
«… суспільні відносини поділяються на матеріальні і ідеологічні. Останні являють собою лише надбудову над першими, що складаються поза волею і свідомістю людини, як (результат) форма діяльності людини, спрямованої на підтримання її існування» (Твори, т. 1, с. 128—129).
Надбудова — це ідеї, теорії, погляди і відповідні їм установи та організації, що породжуються базисом даного суспільства. До надбудови відносяться: політичні й правові ідеї, філософія, мораль, мистецтво, релігія, держава, політичні партії, культосвітні та професійні установи й організації, церква тощо. Надбудова є ідейно-політичною і правовою формою виразу економічного змісту життя суспільства, його потреб. Всі складові частини надбудови мають свої специфічні закономірності розвитку, свою відносну самостійність і разом з тим перебувають у постійному взаємозв'язку, по-різному зв'язані з базисом. Політично-правова частина надбудови пов'язана з економічним ладом безпосередньо і прямо, а її інші частини віддаленіші від базису і пов'язані з ним головним чином посередньо. Кожна суспільно-економічна формація має свою, тільки їй властиву надбудову. В антагоністичних формаціях класовому характерові економічного базису відповідає і класова надбудова. Вона включає в себе ідеї, установи і організації всіх класів і соціальних груп, які є в даному суспільстві. Але панівне становище в надбудові цих суспільств посідають ідеї та установи панівних класів, їхня держава, право та ідеологія. Держава і право завжди є знаряддями того класу, який командує в сфері матеріального виробництва. Держава, право, церква тощо історично минущі, вони з'являються з виникненням приватної власності, з розколом суспільства на класи. Історична місія диктатури пролетаріату, як особливого типу держави, полягає в створенні необхідних суспільно-економічних умов для відмирання всякої державності. У доповіді на XXI з'їзді КПРС М. С. Хрущов говорив: 
«Марксизм-ленінізм учить, що при комунізмі держава відімре, що функції суспільного управління втратять свій політичний характер і перетворяться в безпосереднє народне управління справами суспільства».
Що ж стосується релігії та церкви, то суспільно-економічні корені їх існування ліквідуються вже в соціалістичному суспільстві. Надбудова не пасивна, вона робить активний зворотний вплив на базис. Характер впливу надбудови на життя суспільства цілком визначається його економічною структурою. Закономірності діяння надбудов в комуністичному і класово-антагоністичних суспільствах докорінно відмінні. Так, надбудова капіталістичної формації складається з двох діаметрально протилежних частин — ідей та установ експлуататорських класів і ідей та організацій експлуатованих, зокрема робітничого класу. Ці різні частини надбудови однієї і тієї ж формації по-різному впливають на базис. Держава, право та ідеологія буржуазії в перший період існування капіталістичного суспільства, зміцнюючи базис, сприяли поступальному розвитку людства. В епоху ж імперіалізму, коли капіталістичні виробничі відносини перетворились в гальмо продуктивних сил, буржуазна частина надбудови, охороняючи віджилу економічну структуру, придушуючії революційні виступи мас проти існуючих відносин, відіграє особливо реакційну роль. Друга, протилежна частина надбудови — марксистська партія, науковий комунізм, література соціалістичного реалізму і т. д. усю свою силу спрямовують на знищення існуючого базису і перехід суспільства до соціалістичного ладу. Роль цієї частини надбудови прогресивна, революційна. Надбудова соціалістичного суспільства, що відображає соціалістичні виробничі відносини, позбавлена соціальних антагонізмів, внутрішньо єдина, монолітна, а всі її частини — держава, громадські організації, соціалістична ідеологія, право, мистецтво і т. д. — під керівництвом Комуністичної партії діють в одному напрямі — зміцнення і розвитку соціалістичного базису, переходу його у вищу фазу — комунізм. Законом надбудови соціалістичного суспільства є прогресивно зростаючий її вплив на життя усього суспільства. XXI з'їзд КПРС особливо підкреслив дальше піднесення ролі соціалістичної надбудови в період розгорнутого комуністичного будівництва.
Процес переходу однієї суспільної формації в іншу є насамперед ліквідацією віджилих виробничих відносин і утвердженням нових, що дають простір розвиткові продуктивних сил. На основі зміни економічної структури, тобто базису, відбувається більш-менш швидкий переворот і у всій надбудові суспільства. Переворот у базисі та надбудові не виключає певної спадкоємності у розвитку матеріальних та ідеологічних відносин, перебудови і використання деяких складових частин базису та надбудови минулого суспільства. Для кожної формації характерні свої специфічні закони виникнення і розвитку її базису та надбудови. В усіх класових формаціях переворот в економічному базисі передує ліквідації старої влади. Так, капіталістичні виробничі відносини складаються ще в надрах феодального суспільства, тому основне завдання буржуазної революції полягає в тому, щоб привести надбудову у відповідність з новим економічним базисом. Будівництво базису і надбудови соціалістичного суспільства починається з утвердження нової політичної влади — диктатури пролетаріату. Соціалістична держава, спираючись на ті матеріальні передумови, які були підготовлені капіталізмом, поступово здійснює переворот в економічній структурі суспільства і в усій його надбудові. Ліквідація багатоукладної економіки і побудова єдиної всеосяжної соціалістичної системи закріплюють перемогу соціалізму в галузі політичної, правової та ідеологічної надбудов. Поступовий перехід від соціалізму до комунізму є дальшим кроком у розвитку базису і надбудови нової, комуністичної формації.